# Silvio Maggioni
Silvio Maggioni (Pian Camuno,  2 augustus 1957) is een Italiaans componist, muziekpedagoog, klarinettist en muziekuitgever.

## Levensloop
Maggioni studeerde muziektheorie en klarinet aan het Conservatorio "Luca Marenzio" in Brescia. Als klarinettist was hij als solist, in duet en in diverse kamermuziekgroepen werkzaam. Hij verzorgde optredens samen met bekende solisten zoals de hoboïst Pierre Pierlot en de fluitist Andreas Blau van de Berliner Philharmoniker. Van 1979 tot 1983 maakte hij deel uit van het orkest I Solisti Veneti onder leiding van Claudio Scimone. 
Vanaf 1976 is hij dirigent van de door hem mee opgerichte Complesso Filarmonico Lombardo, een banda (harmonieorkest) met rond 140 muzikanten alsook zangeressen en zangers, dat meer dan 350 concerten heeft uitgevoerd in heel Noord-Italië. Sinds 1977 is hij eveneens dirigent van de Civica Banda Musicale di Breno en vanaf 1988 dirigeert hij ook de Corpo Musicale Primavera di Seriate, nu: Banda Musicale Città di Seriate. Hij is dirigent van het Orchestra da Camera "A. Vivaldi" di Darfo Boario Terme.
Maggioni is directeur van de Libera Accademia di Musica A. Vivaldi (Vrije muziekacademie A. Vivaldi) in Darfo Boario Terme, waar cursussen voor kamerorkesten gehouden worden. Verder is hij artistiek directeur van de Concorso Internazionale di clarinetto “G. Mensi”. Vanaf 1980 is hij docent voor klarinet aan het Conservatorio "Luca Marenzio" Brescia, afdeling Darfo Boario Terme. 
Naast een groot aantal bewerkingen van klassieke muziek schreef hij ook eigen werk. Voor banda (harmonieorkest) zijn van hem bekend de Humoristic March, de Quarto wals en Speedy, marcia brillante. Voor de publicaties van bladmuziek richtte hij de muziekuitgeverij "Edizioni Musicali Eufonia" op.